# Lichtkamm

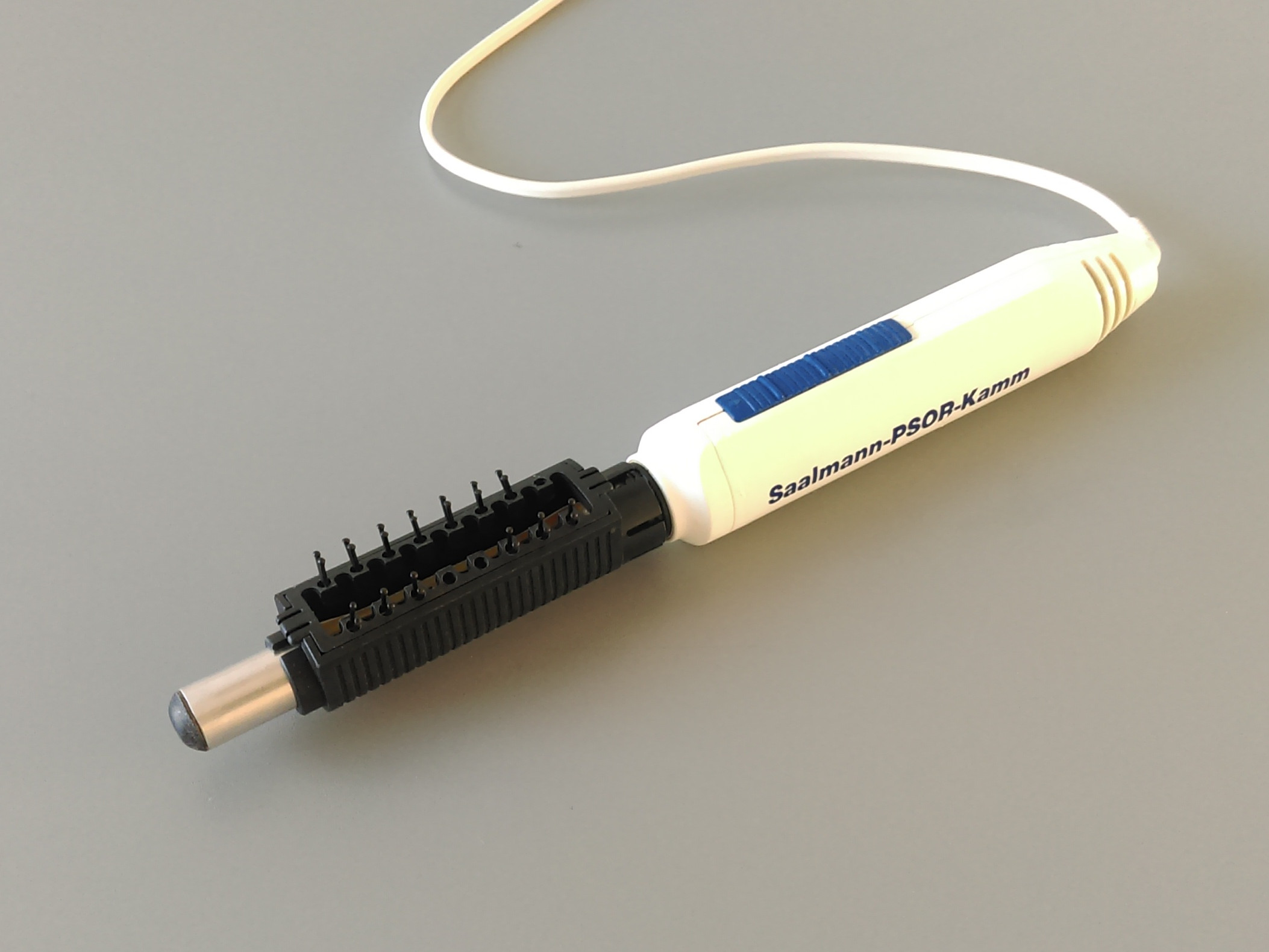
Lichtkamm

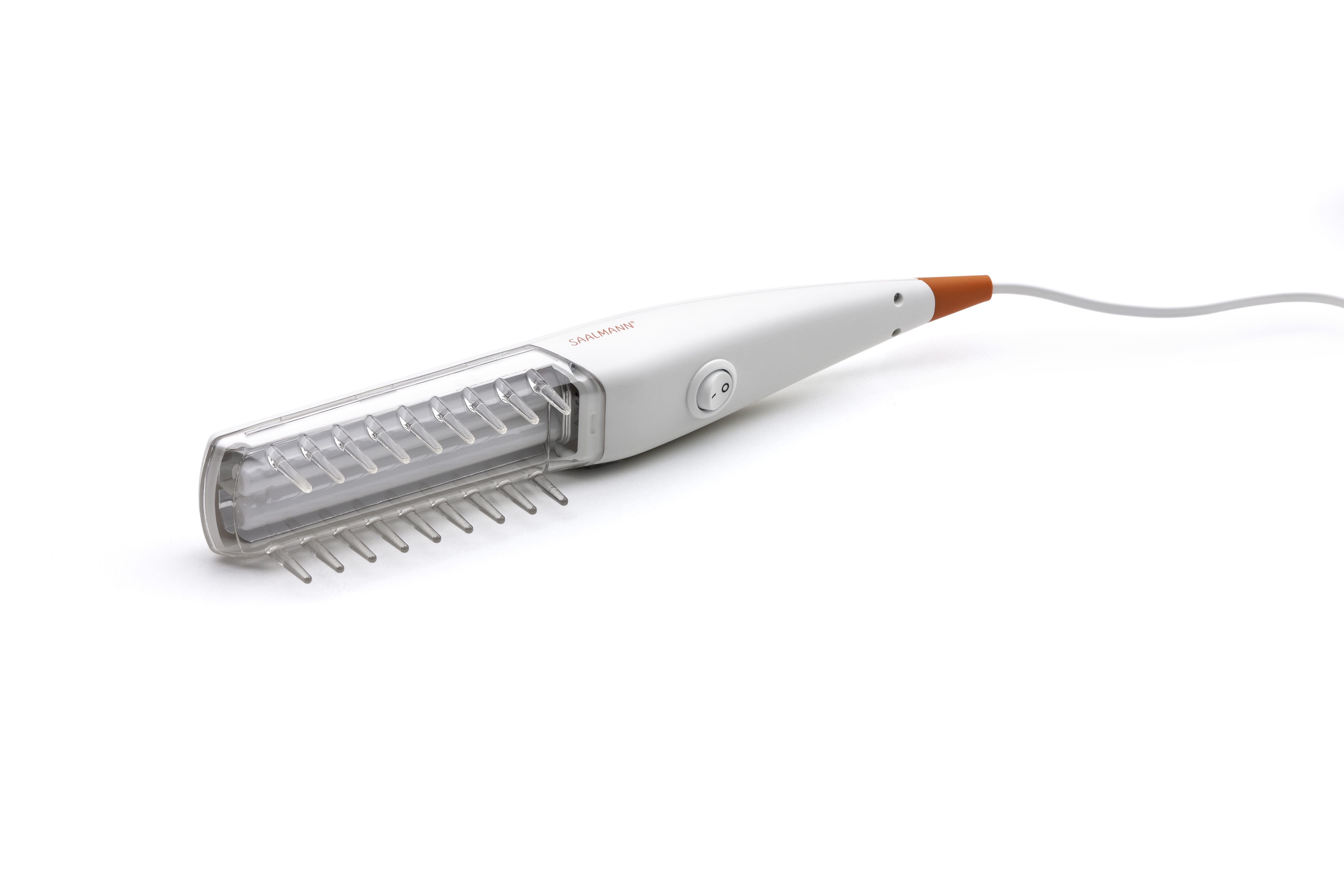
Moderner UV-Lichtkamm

Ein Lichtkamm, auch UV-Kamm oder Psoriasiskamm genannt, ist ein handliches Gerät für die UV-Phototherapie von Hautkrankheiten. Dabei tritt das Licht durch einen kammförmigen Aufsatz nach außen. Der Lichtkamm eignet sich durch seine Form besonders gut zur Behandlung der Kopfhaut und anderer kleinerer Hautareale, ohne die gesunde Haut zu belasten. Der Kammaufsatz dient einerseits zum Scheiteln der Haare, damit die UV-Strahlung die Kopfhaut erreichen kann. Andererseits fungiert der Kammaufsatz als Abstandshalter zur Haut, um eine definierte und gleichbleibende Bestrahlungsstärke zu gewährleisten.
Als Medizinprodukt der Klasse 2a unterliegt der Lichtkamm den Zulassungsvoraussetzungen gemäß dem Medizinprodukterecht. Neben der elektronischen Sicherheit und der mechanischen Stabilität sollte der Kamm aus ergonomischen Gründen leicht und handlich sein. Der Kammaufsatz sollte abnehmbar sein, um diesen leicht reinigen und ggf. desinfizieren zu können.

## Indikationen und Anwendung
Abhängig von der ärztlichen Therapieempfehlung wird der Lichtkamm mit unterschiedlichen UV-Strahlern (UV-A oder UV-B) für folgende Indikationen eingesetzt:
- Schuppenflechte (Psoriasis)
- Neurodermitis (Atopische Dermatitis)
- Weißfleckenkrankheit (Vitiligo)
- Dyshidrotisches Handekzem
- Lichen ruber planus
- u. a.

Die Therapie erfolgt in mehreren Sitzungen, die Bestrahlungsdauer je Sitzung und Areal ist abhängig vom Hauttyp und dauert wenige Minuten. Während der Sitzung sind die Augen durch eine UV-Schutzbrille sowie die umgebende gesunde Haut durch Hautschutzmittel oder Kleidung zu schützen.
Im Gegensatz zur PUVA-Therapie erfolgt die Phototherapie mit einem Lichtkamm ohne Einsatz photosensibilisierender Substanzen. Dagegen ist bei Bedarf eine Vorbehandlung mit einem Keratolytikum (Schuppenlöser) sinnvoll, damit die UV-Strahlung ungehindert eindringen und die Anzahl der Therapiesitzungen minimiert werden kann.
Im Hilfsmittelkatalog der gesetzlichen Krankenkassen ist der Lichtkamm unter der Produktgruppe 06 gelistet, so dass die Kosten bei entsprechender ärztlicher Verordnung in der Regel von den Krankenkassen übernommen werden.